# Transport kolejowy w Gliwicach
Początki transportu kolejowego w Gliwicach sięgają pierwszej połowy XIX wieku. Gliwicki dworzec kolejowy należy do największych dworców kolejowych konurbacji górnośląskiej i, według kategoryzacji PKP, oznaczony jest kategorią A. Przez Gliwice przebiegają międzynarodowe linie kolejowe E30 i CE30 łączące Drezno ze Lwowem. Znajduje się tutaj oddział Newagu i Gliwicka Fabryka Wagonów oraz węzeł intermodalny przy porcie Gliwice, łączący transport kolejowy z rzecznym i drogowym.

## Historia

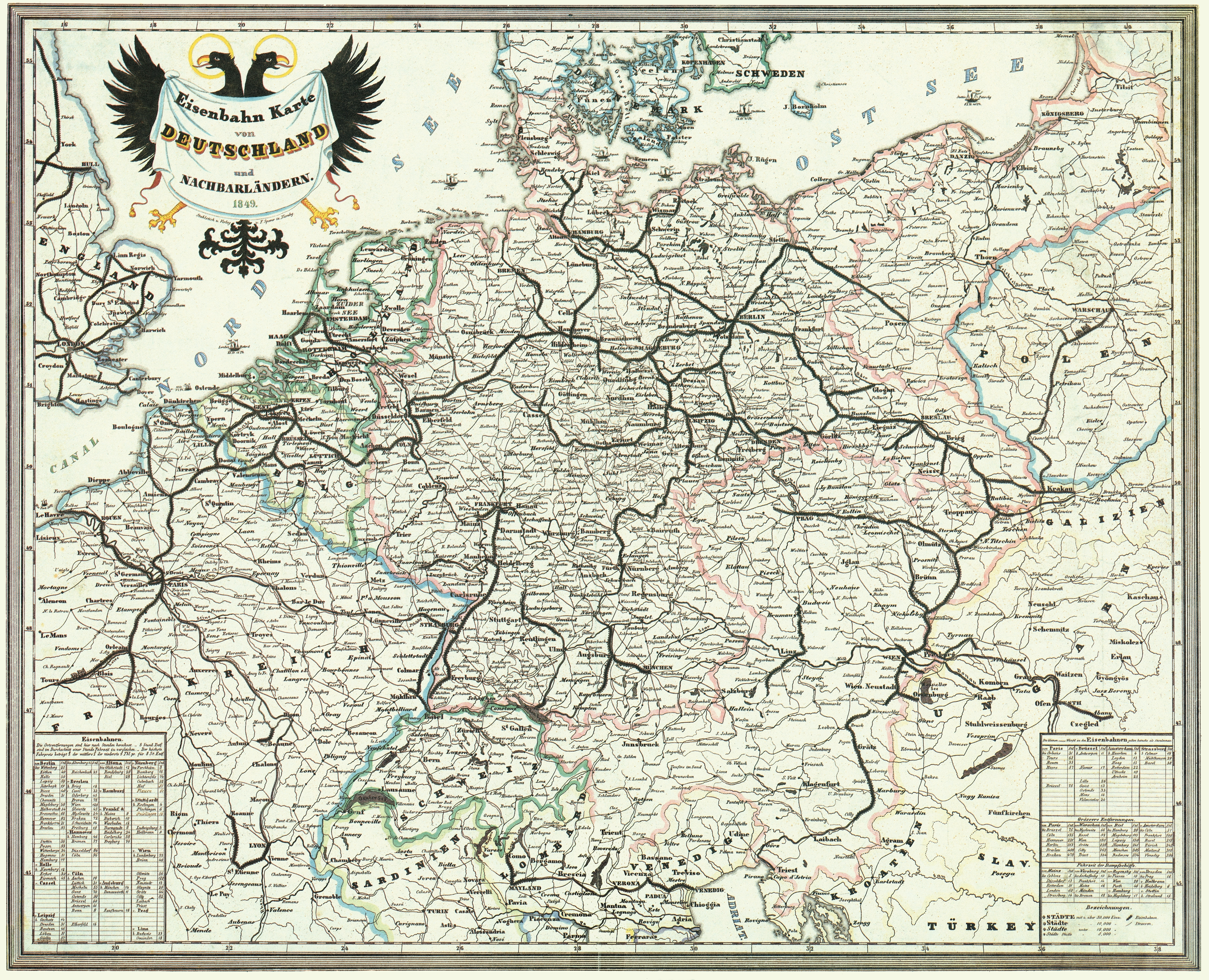
Kolejowa mapa Cesarstwa Niemieckiego z 1849 roku

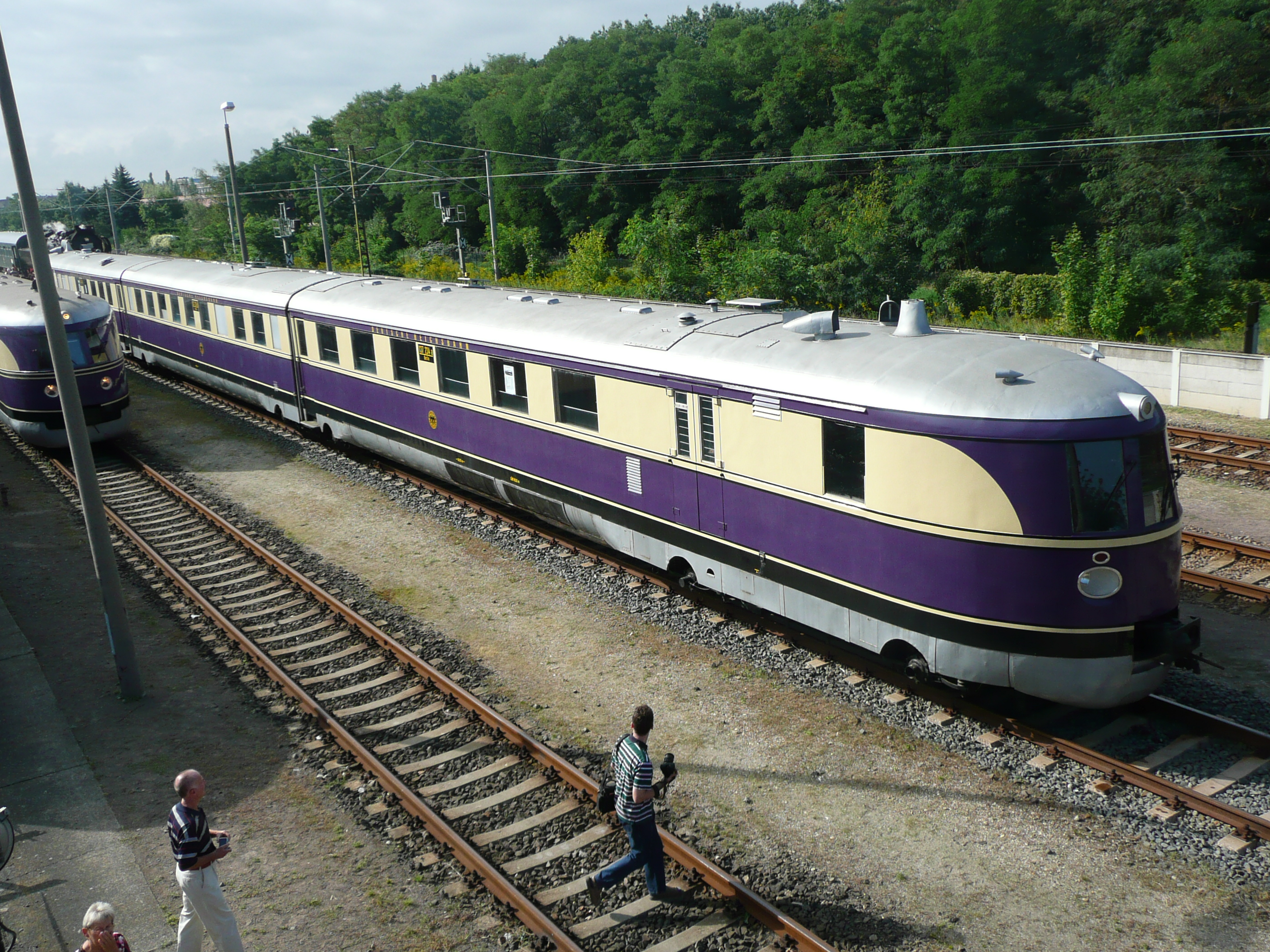
SVT 137 Latający Ślązak jako eksponat muzealny w Delitzsch

### Okres pruski
Pierwszy projekt połączenia kolejowego łączącego Górny Śląsk z Wrocławiem stworzył w 1816 Carl Johann Bernhard Karsten. Dwutorowa trasa o trakcji parowej i długości ponad 200 km miała służyć przede wszystkim transportowi węgla, z możliwością uruchomienia przewozu osób. Projekt ten został odrzucony w Berlinie ze względu na niższy koszt transportu węgla Odrą.
3 czerwca 1836 środowisko burżuazji śląskiej powołało do życia Komitet Założycielski Kolei Górnośląskiej (niem. Oberschlesische Eisenbahn), na czele którego stanął prezydent rejencji opolskiej hrabia Püchler. W wyniku sporów o przebieg linii od Opola na wschód rozpoczęto budowę jedynie na odcinku z Wrocławia do Opola, zakończoną 29 maja 1843. Ostateczny przebieg trasy od Opola do Nowego Bierunia (przez Gliwice) zatwierdzono w październiku 1842. Równo trzy lata później, 2 października 1845 otwarto odcinek do Gliwic, a po kolejnych dwóch tygodniach do Świętochłowic. Budowę linii zakończono ostatecznie 3 października 1846 w Mysłowicach, a planowane połączenie z Bieruniem nie zostało zrealizowane. Linia liczyła 196,3 km, a otwarcia dokonał król pruski Fryderyk Wilhelm IV. Wraz z otwarciem linii otwarto również stację kolejową Gliwice Łabędy (niem. Laband).
W tym samym roku (1846) Gliwice zyskały połączenie z całą pruską siecią kolejową poprzez nowo otwartą Kolej Dolnośląsko-Marchijską (niem. Niederschlesisch-Märkische Eisenbahn), łączącą Berlin z Wrocławiem. Rok później Gliwice uzyskały połączenie z Galicją poprzez Kolej Krakowsko-Górnośląską (niem. Krakau-Oberschlesische Eisenbahn), łączącą Kraków z Mysłowicami. Dostęp kolei Królestwa Polskiego był możliwy dwa lata później, gdy powstała Kolej Warszawsko-Wiedeńska.
W 1872 Koleje Górnośląskie otwarły linię do Bytomia, a w 1879 do Opola (drugą linię z pominięciem Kędzierzyna-Koźla). W 1883 Koleje Górnośląskie zostały znacjonalizowane i przejęte przez Zarząd Królewskich Pruskich Kolei Żelaznych (niem. Königlich Preußische Eisenbahn-Verwaltung), które w 1904 otworzyło linię do Katowic Ligoty. W 1924 Polskie Koleje Państwowe otworzyły linię od granicy polsko-niemieckiej w Gierałtowicach, która umożliwiła utworzenie bezpośredniego połączenia z Rybnikiem (znajdującym się po I wojnie światowej na terenie Polski).
W 1895 oddano do użytku warsztaty wagonowe (niem. Hauptreparatur-Werkstatt), późniejsze Zakłady Naprawcze Taboru Kolejowego Gliwice, a obecnie Gliwicka Fabryka Wagonów Holding S.A. 1 października 1904 rozpoczęły działalność Królewskie Kolejowe Warsztaty Lokomotyw (niem. Königliche Eisenbahn-Lokomotivwerkstätte), funkcjonujące od 1971 jako Zakłady Naprawcze Lokomotyw Elektrycznych.
25 marca 1899 Górnośląskie Tramwaje Parowe (niem. Oberschlesische Dampfstrassenbahnen AG, w skr. ODS) otworzyły odcinek linii wąskotorowej z Trynku do Rud Raciborskich o prześwicie 785 mm. Ostatecznie budowę linii Gliwice – Racibórz zakończono w Raciborzu Płoni w 1903 roku.
W 1913 powstał pierwszy projekt rozbudowy dworca do obecnych rozmiarów, który został kilkukrotnie zmodyfikowany zanim doczekał się realizacji. W 1923 roku rozpoczęto przebudowę otoczenia dworca, a budowę samego dworca 24 kwietnia. Obiekt oddano do użytku 9 grudnia 1925.
Od 15 maja 1936 do 21 sierpnia 1939 ze stacji Berlina-Charlottenburg do Bytomia, przez Gliwice, kursował Latający Ślązak (niem. Fliegender Schlesier). Był to luksusowy pociąg ekspresowy łączący Berlin ze Śląskiem. Pociąg ten osiągał prędkość maksymalną 160 km/h i należał wówczas do najszybszych na świecie. Podróż z Bytomia do Dworca Śląskiego w Berlinie trwała 4 godziny i 24 minut.
W 1939 zakończono budowę Kanału Gliwickiego (niem. Gleiwitzer Kanal) kończącego się w gliwickim porcie w Łabędach, obsługiwanego przez stację kolejową Gliwice Port.

### Okres polski

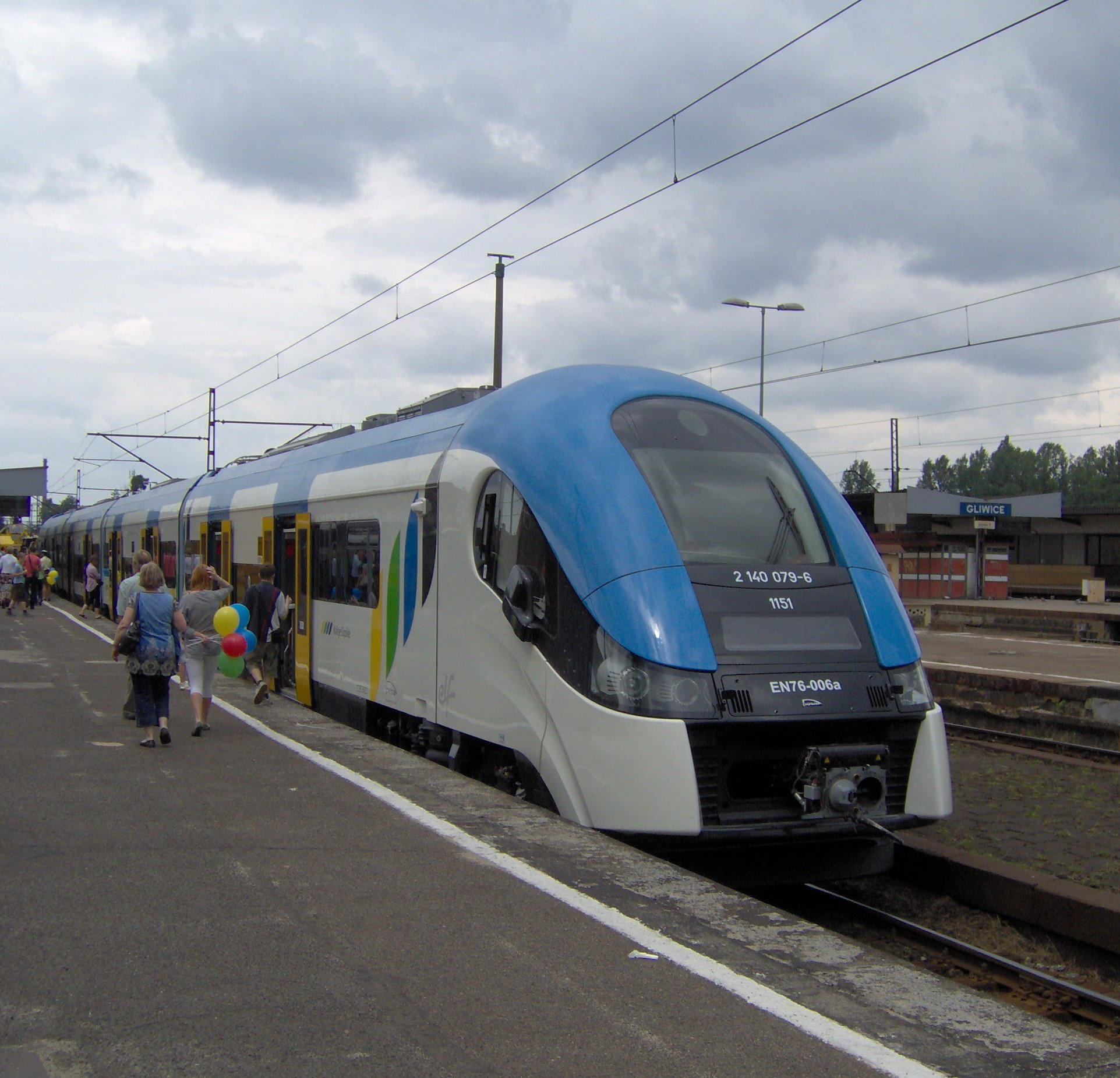
Elf Kolei Śląskich na stacji Gliwice

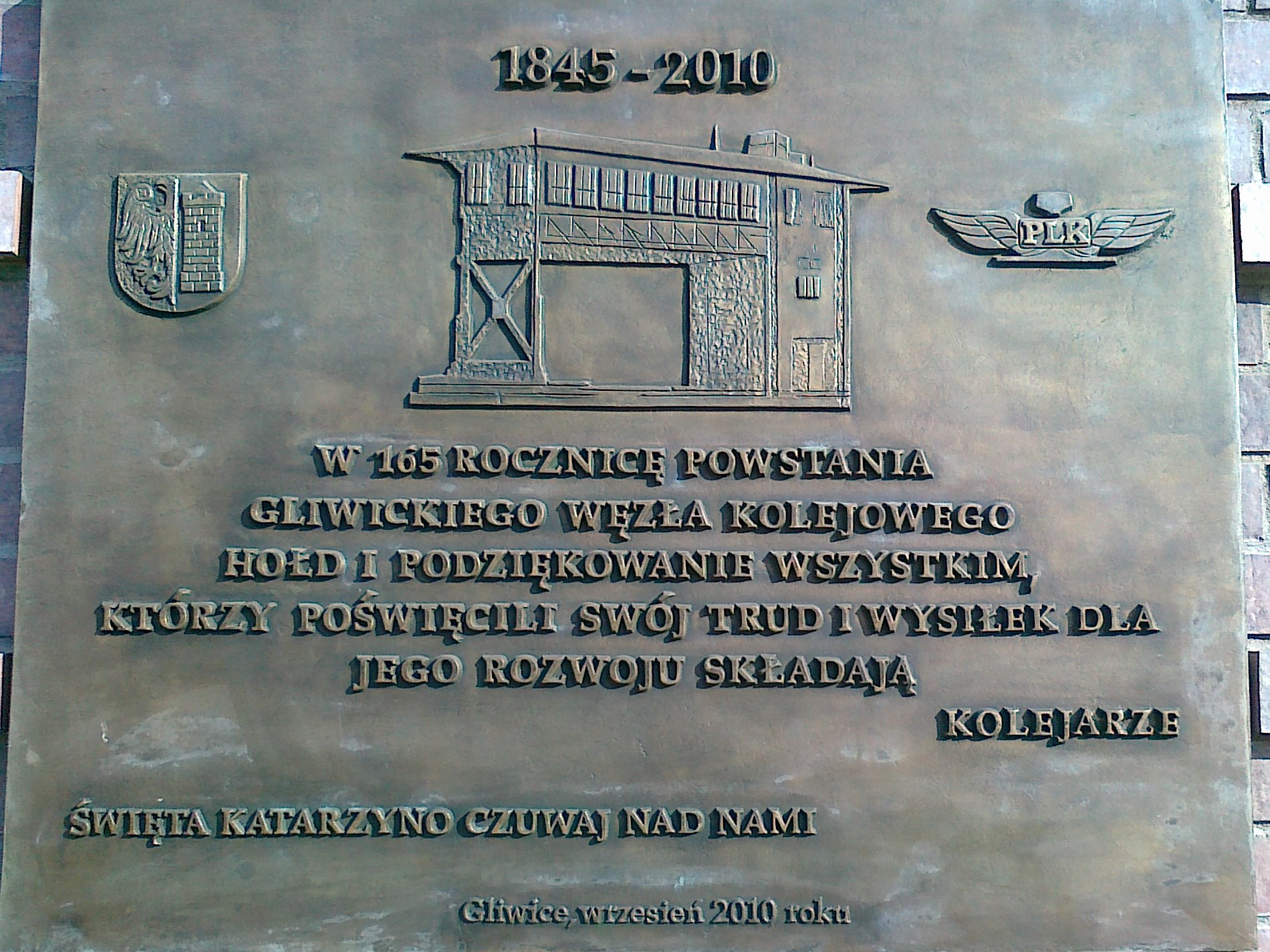
Tablica pamiątkowa na budynku dworca w Gliwicach

Po II wojnie światowej i zmianie granic tabor i infrastruktura kolejowa została przejęta przez Polskie Koleje Państwowe.
W grudniu 1952 uruchomiono ekspresowe połączenie z Warszawą wykonywane za pomocą wagonu spalinowego MsBx, a od 1958 za pomocą elektrycznego zespołu trakcyjnego E58 już jako ekspres Górnik.
W latach 50. rozpoczęto intensywną elektryfikację polskiej kolei, i tak: 1 czerwca 1957 zakończono elektryfikację linii do Katowic, 3 października 1960 do Opola (przez Strzelce Opolskie), 18 lipca 1962 do Kędzierzyna-Koźla, 8 września 1977 do Katowic Ligoty, a 23 grudnia 1980 do Bytomia.
Począwszy od lat 60. rozpoczęto likwidację pociągów osobowych: do Raciborza Markowic (1 lipca 1966), do Lublińca (15 października 1973), do Rud (4 listopada 1991), do Jastrzębia-Zdroju (9 stycznia 1995), do Katowic Ligoty i dalej (1 czerwca 1997) oraz do Rybnika (28 listopada 2000). 31 lipca 2001 zlikwidowano połączenia do Bytomia, jednakże zostało ono reaktywowane 31 stycznia 2008 oraz ponownie zlikwidowane 1 marca 2012.
W 1992 ekspres Górnik został przemianowany na InterCity i stał się pierwszym połączeniem klasy InterCity zatrzymującym się w Gliwicach. W 1993 roku rozbudowano gliwicki dworzec poprzez dobudowę czwartego peronu. Zbudowano go rozbierając wcześniej trzeci peron bagażowy.
1 stycznia 2001 w ramach restrukturyzacji PKP PLK Zakład Linii Kolejowych w Gliwicach został włączony do zakładu w Tarnowskich Górach.
25 września 2010, w związku z 165-leciem istnienia kolei w Gliwicach, na stacji Gliwice odbyły się uroczystości rocznicowe w ramach których m.in. została wydana książka Węzeł kolejowy Gliwice 1845-2010 oraz odsłonięto tablicę pamiątkową na budynku dworca.
W 2010 roku rozpoczęto rewitalizację linii do Opola (linie kolejowe nr 137 Gliwice – Gliwice Łabędy, 135 Gliwice Łabędy – Pyskowice i 132 Pyskowice – Opole). 1 października 2011 w Gliwicach zadebiutowały pociągi Kolei Śląskich na trasie Gliwice – Częstochowa. 1 lutego 2013 KŚ reaktywowały linię Gliwice – Bytom, a 1 czerwca ponownie ją zawiesiły. W 2013 roku rozpoczęto rewitalizację linii do Katowic (linia kolejowa nr 137).
13 grudnia 2015 w Gliwicach zaczęły się zatrzymywać pociągi kategorii EIP obsługiwane składami ED250 Pendolino.

## Linie

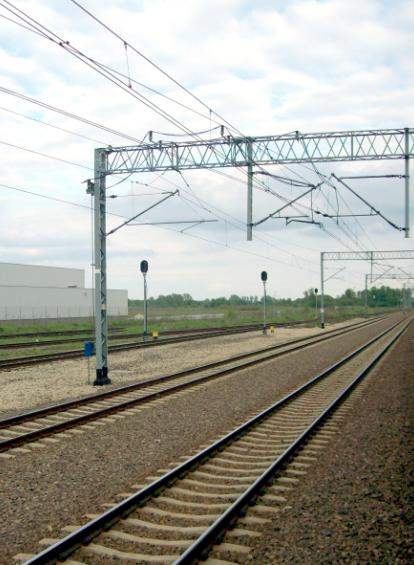
Linia kolejowa E 30

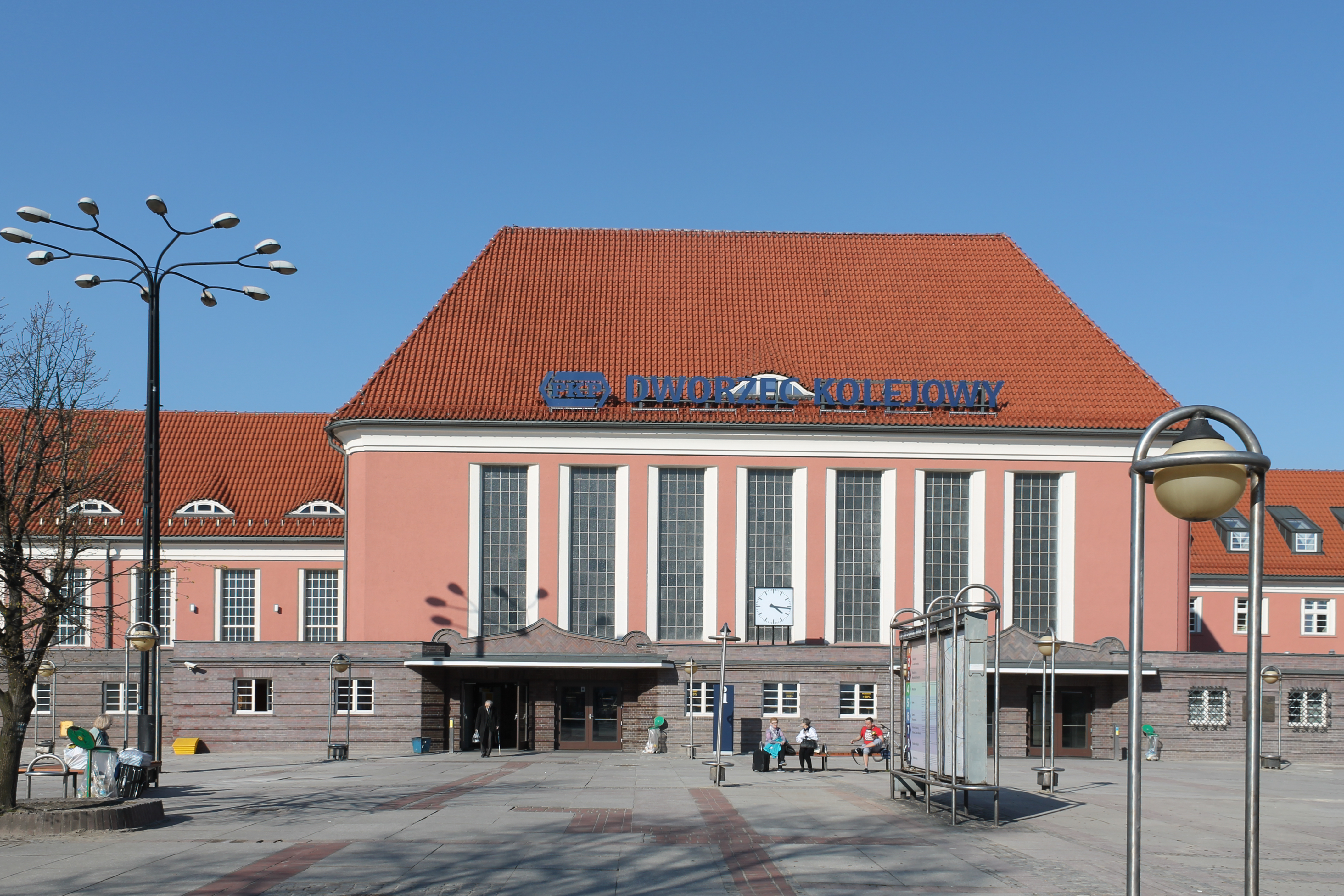
Dworzec kolejowy Gliwice

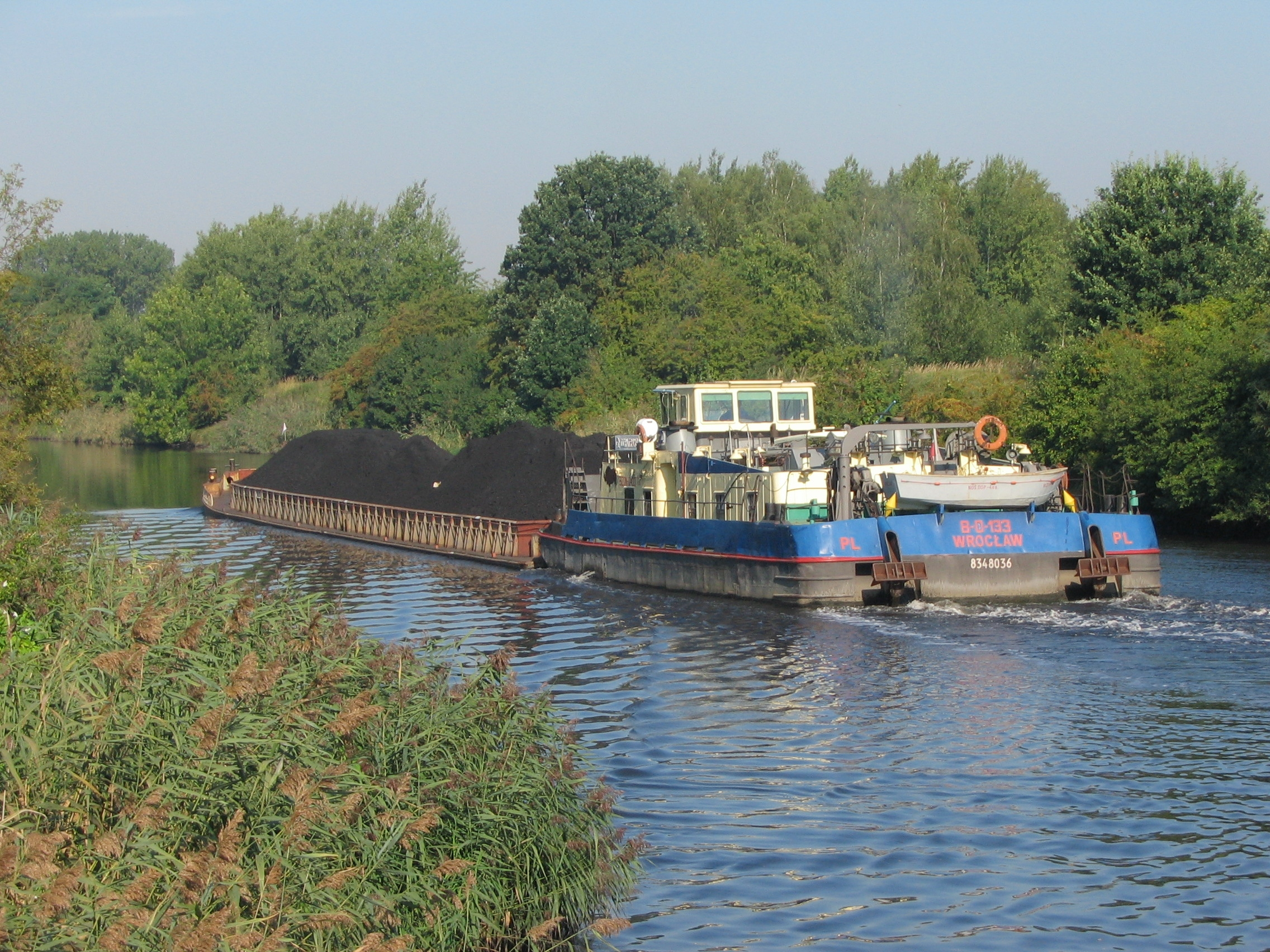
Kanał Gliwicki

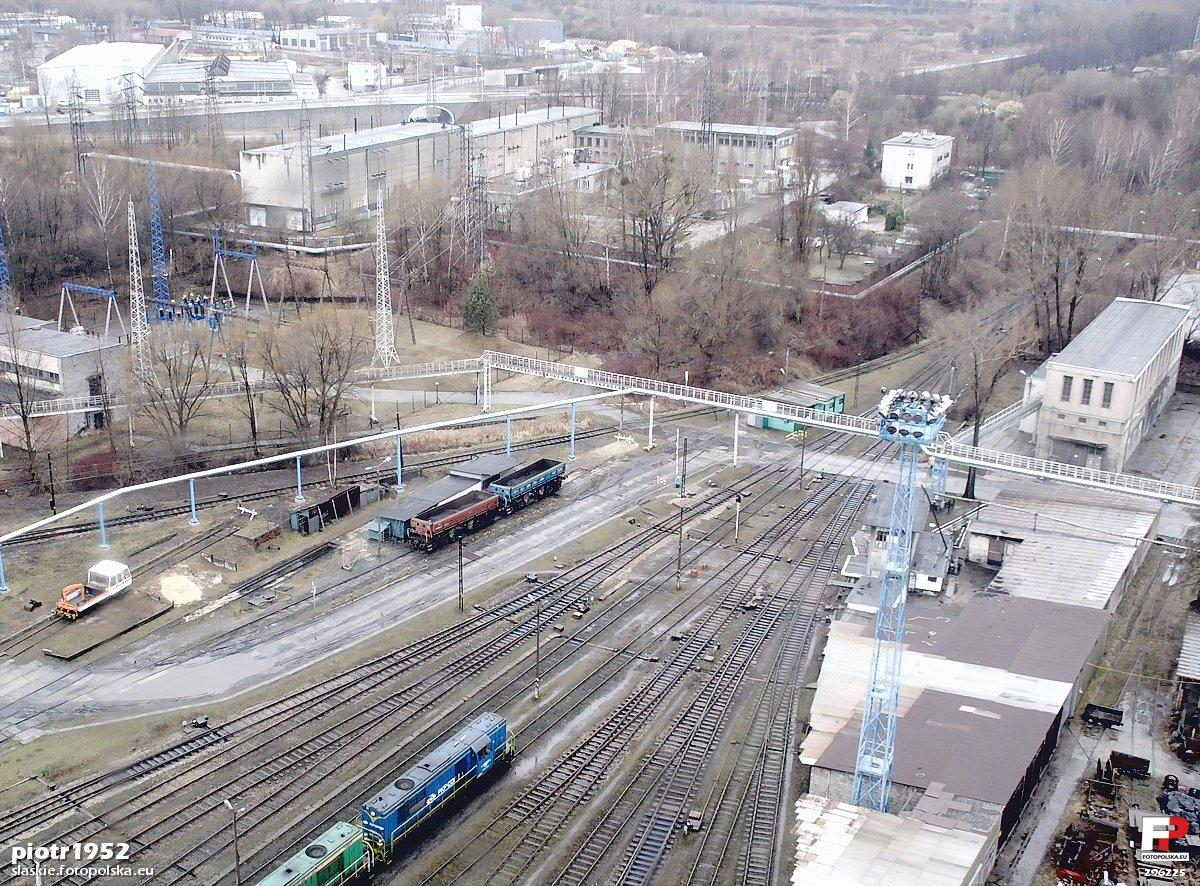
Bocznica KWK Sośnica

### Normalnotorowe
Przez Gliwice przebiega linia kolejowa nr 137, będąca częścią europejskiej linii kolejowej E 30 (Drezno – Moskwa).
Od stacji Gliwice rozpoczynają się linie kolejowe nr 141 (do stacji Katowice Ligota), nr 147 (do stacji Zabrze Biskupice) oraz nr 200 (do Kopalnia Węgla Kamiennego Sośnica). Od stacji Łabędy rozpoczyna się linia kolejowa nr 135 (do stacji Opole Główne przez Strzelce Opolskie).
Stacja Gliwice jest połączona ze stacją Łabędy drugą, dodatkową linią nr 168, a ze stacją Sośnica linią nr 200.
W ruchu pasażerskim wykorzystywane są linie nr 135 (Opole), nr 137 (Katowice, Kędzierzyn-Koźle, Opole) oraz nr 147 (Bytom). Pozostałe linie wykorzystywane są jedynie w ruchu towarowym.

### Wąskotorowe
Wszystkie linie wąskotorowe na terenie Gliwic są nieczynne i w znacznej części rozebrane. Linia kolei wąskotorowej została 1 marca 1993 wpisana do rejestru zabytków, w Studium Uwarunkowań i Kierunków Zagospodarowania Przestrzennego Miasta Gliwice z 2009 roku zakłada się możliwość odtworzenia kolejki dla celów turystycznych.

## Punkty eksploatacyjne

### Czynne
Główną stacją Gliwic jest stacja Gliwice znajdująca się w Śródmieściu. Jest to drugi co do wielkości dworzec konurbacji górnośląskiej, według kategoryzacji PKP oznaczony kategorią A. W dzielnicy Łabędy na rozgałęzieniu linii do Opola (linia nr 135) i Kędzierzyna Koźla (linia nr 137) znajduje się stacja Gliwice Łabędy. Za stacją Łabędy na linii nr 135 znajduje się jeszcze przystanek osobowy Gliwice Kuźnica.
Ruch towarowy poza stacjami Gliwice i Gliwice Łabędy obsługują również stacje Gliwice Port (znajdująca się na początku Kanału Gliwickiego) oraz stacja Gliwice Sośnica, która do 1 czerwca 1997 obsługiwała również ruch pasażerski.
| Nazwa           | Rodzaj               | Liczba krawędzi peronowych | Infrastruktura                                                                                       | Dawne nazwy |
| --------------- | -------------------- | -------------------------- | --- | --- |
| Gliwice         | stacja kolejowa      | 8                          | kasy biletowe automaty biletowe poczekalnia przejścia podziemne wieże wodne nieczynne lokomotywownie | Gleiwitz (1845-1884) Gleiwitz Staatsbahnhof (1885-1920) Gleiwitz (1921-1930) Gleiwitz Hauptbahnhof (1931-1945) |
| Gliwice Kuźnica | przystanek osobowy   | 2                          | wiaty                                                                                                | Rotfeld (1942-1945) Łabędy (Przystanek) (1945-1946) Łabędy Przystanek (1947-1967)                              |
| Gliwice Łabędy  | stacja kolejowa      | 4                          | wiaty                                                                                                | Laband (1845-1945) Łabędy (1945-1967)                                                                          |
| Gliwice Port    | stacja towarowa      |                            | | Gleiwitz Hafen (1936-1945)                                                                                     |
| Gliwice Sośnica | stacja kolejowa      | 2                          | nieczynna lokomotywownia                                                                             | Sosnitza (1855-1935) Gleiwitz Ost (Sosnitza) (1936-1939) Gleiwitz Ost (1940-1945)                              |
| KWK Sośnica     | bocznica szlakowa    |                            | | |
| Szobiszowice    | posterunek odgałęźny |                            | | |
|                 | [ 27 ]               | [ 28 ]                     | | [ 29 ] |

### Nieczynne
Na linii kolejowej nr 141 pomiędzy stacją Gliwice i Gliwice Sośnica znajdują się dwa nieczynne przystanki służbowe: Gliwice Lokomotywownia i Gliwice ZNTK.
Wszystkie wąskotorowe przystanki kolejowe na terenie Gliwic są nieczynne.

## Bocznice stacyjne
Na terenie Gliwice znajdują się bocznice do firm:
| Stacja         | Użytkownik                               |
| -------------- | ---------------------------------------- |
| Gliwice        | Fabryka Drutów i Wyrobów z Drutu         |
| Gliwice        | Gliwicka Fabryka Wagonów                 |
| Gliwice        | Kem                                      |
| Gliwice        | Marbet-Wil                               |
| Gliwice        | Newag Gliwice                            |
| Gliwice        | Terminal kontenerowy Gliwice – PKP Cargo |
| Gliwice Łabędy | KOL-TRANS-HUT                            |
| Gliwice Łabędy | MULLER die Logistik Polska               |
| Gliwice Łabędy | PKP Energetyka                           |
| Gliwice Port   | DB Schenker Rail Zabrze                  |
| Gliwice Port   | Erovia Polska                            |
| Gliwice Port   | Jednostka wojskowa nr 1933               |
| Gliwice Port   | M.Preymesser Logistyka                   |
| Gliwice Port   | Śląskie Centrum Logistyki                |
| Gliwice Port   | Śląskie Centrum Logistyki – Opel         |

## Wypadki
- 4 kwietnia 1866 – na szlaku Gliwice – Zabrze doszło do wykolejenia pociągu towarowego, w wyniku czego zginęła 1 osoba, a 2 zostały ranne[31].
- 12 stycznia 1994 – na stacji Gliwice Łabędy doszło do wykolejenia ostatniego wagonu pociągu międzynarodowego Kraków Główny – Berlin-Lichtenberg, w wyniku czego zginęła 1 osoba i rannych zostało 7 osób[32].
- 14 lipca 2005 – w rejonie nastawni Gl2 doszło do zderzenia 2 pociągów towarowych, w wyniku czego zginęła 1 osoba i 1 osoba została ranna[33].

## Producenci taboru

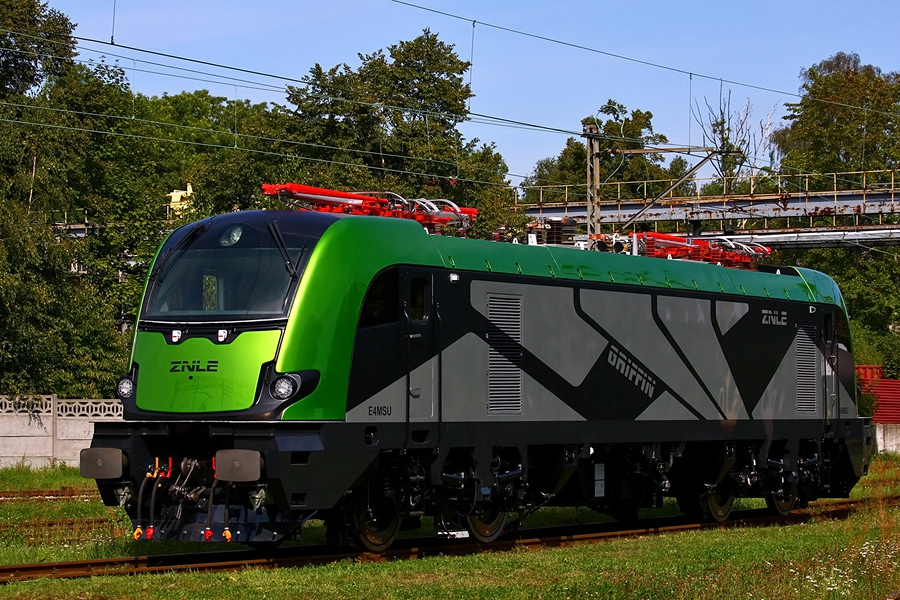
Griffin wyprodukowany w Newagu

W Gliwicach znajdują się dwa zakłady zajmujące się produkcją, modernizacjami i naprawami taboru kolejowego: Gliwicka Fabryka Wagonów – wagonami oraz Zamiejscowy Wydział Produkcji Lokomotyw Elektrycznych Newagu – lokomotywami elektrycznymi i elektrycznymi zespołami trakcyjnymi.

## Oświata
W 1953 roku w Gliwicach utworzono Technikum Kolejowe, które powstało na bazie funkcjonującej od 1945 szkoły w Kędzierzynie. W 1954 roku szkoła otworzyła własny internat w pobliskim Zameczku Leśnym. W 1956 roku otwarto wydział dla pracujących oraz przeniesiono internat na ulicę Górnych Wałów. W 1965 roku został oddany budynek szkoły, a w 1985 roku po raz kolejny przeniesiono internat, tym razem na ulicę Krakusa. W 1991 roku zamknięty został wydział dla pracujących, a w 2002 roku szkoła przyjęła obecną nazwę, czyli Zespół Szkół Techniczno-Informatycznych. W 2013 Koleje Śląskie objęły patronat w tej szkole nad klasą kształcącą w zawodzie technik elektroenergetyk transportu szynowego.

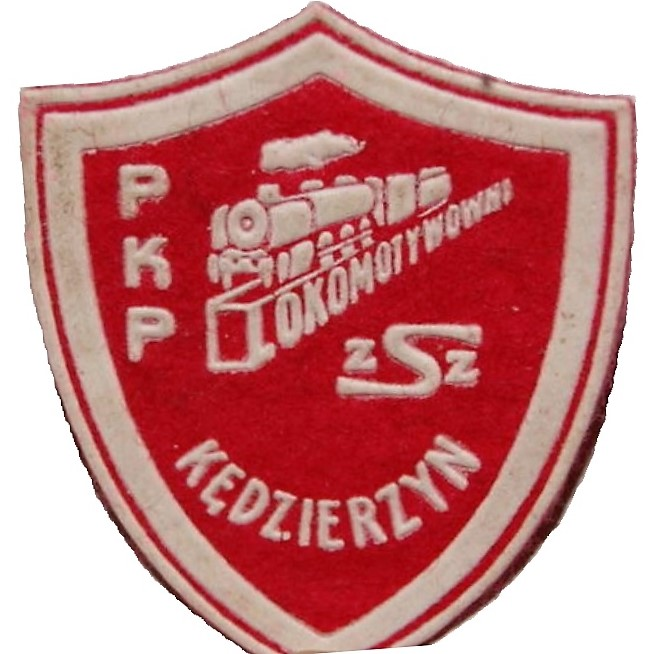
Tarcza szkolna ZSZ PKP w Kędzierzynie
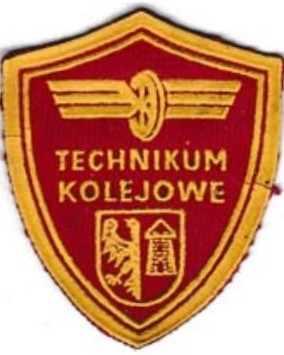
Tarcza szkolna Technikum Kolejowego w Gliwicach
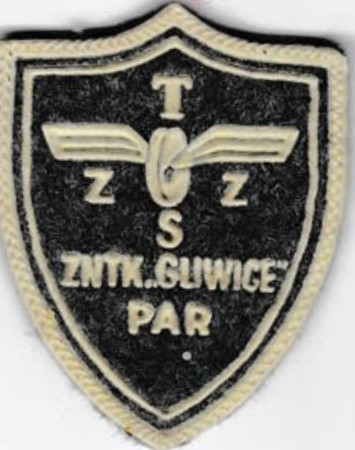
Tarcza szkolna ZSZ PKP w Gliwicach

## Kolejowe kluby sportowe
W latach 1926–1945 w Gliwicach działał kolejowy klub sportowy Reichsbahn SG 1926 Gleiwitz, którego macierzystym stadionem był RSG-Stadion przy obecnej ulicy Sportowej. W sierpniu 1945 utworzony został klub Kolejarz Gliwice, który przejął też stadion po RSG.